# Margarida de Mello Aires
Margarida de Mello Aires (1935, São Paulo - 2019) foi uma pesquisadora e professora brasileira na área de biofísica, estudando os mecanismos hormonais do equilíbrio ácido-base. Afiliada ao Departamento de Fisiologia e Biofísica do Instituto de Ciências Biomédicas da USP, ela foi responsável por 5 edições do livro "Fisiologia", usado como livro base do ensino de fisiologia para cursos da área biomédica medicina em diversas instituições de graduação e pós-graduação.
Margarida também fazia parte da Academia Latino-Americana de Ciências.